# Hestebøffen
Hestebøffen er en dansk stumfilm fra 1910 produceret af Nordisk Films Kompagni. Filmens instruktør er ukendt. Filmens kvindelige hovedrolle spilles af Ella la Cour. 

## Handling
Denne artikel mangler et handlingsreferat. Hjælp os med at skrive det.